# Chola boliviana

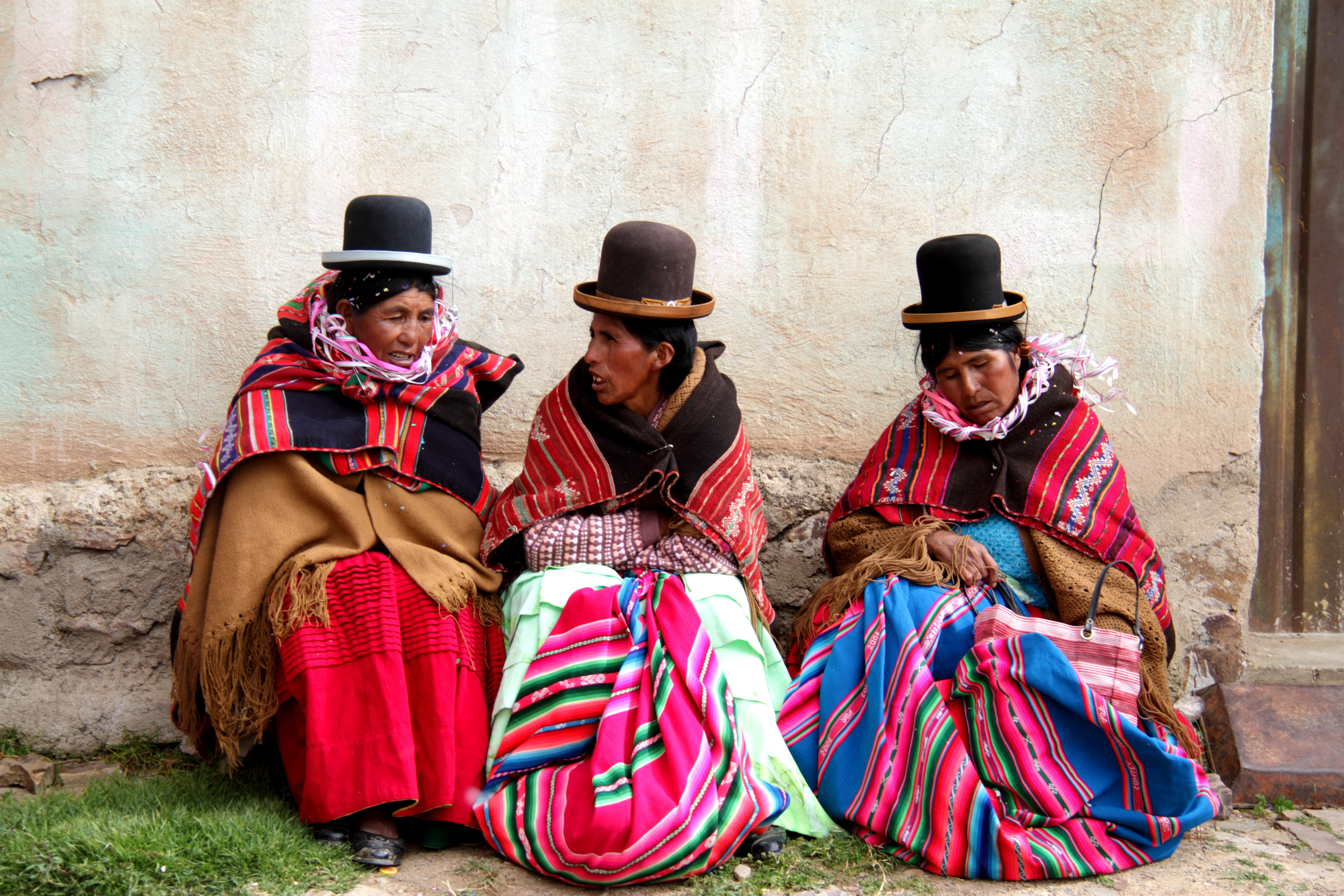
Grupo de cholas bolivianas durante una fiesta rural.

En Bolivia, chola es una denominación étnica principalmente referida a las mujeres de las naciones quechua y aimara. Se aplica de manera contemporánea a todas aquellas que utilizan vestimentas tradicionales establecidas durante el proceso inicial de mestizaje en el actual territorio boliviano   y también se hace extensivo a otras mujeres mestizas e indígenas. El término fue a menudo usado con una connotación peyorativa debido al racismo considerado un  delito en Bolivia a partir de la promulgación de la Ley n.º 045 del 8 de octubre de 2010 (Ley Contra el Racismo y toda forma de Discriminación).

## Etimología
Con las mismas connotaciones y caracterización que la palabra cholo, la designación chola se refiere a mujeres que corresponderían a la clasificación de mestizas según el sistema de castas colonial y a mujeres de las naciones aimaras o quechuas.

## Características

Antecedentes históricos
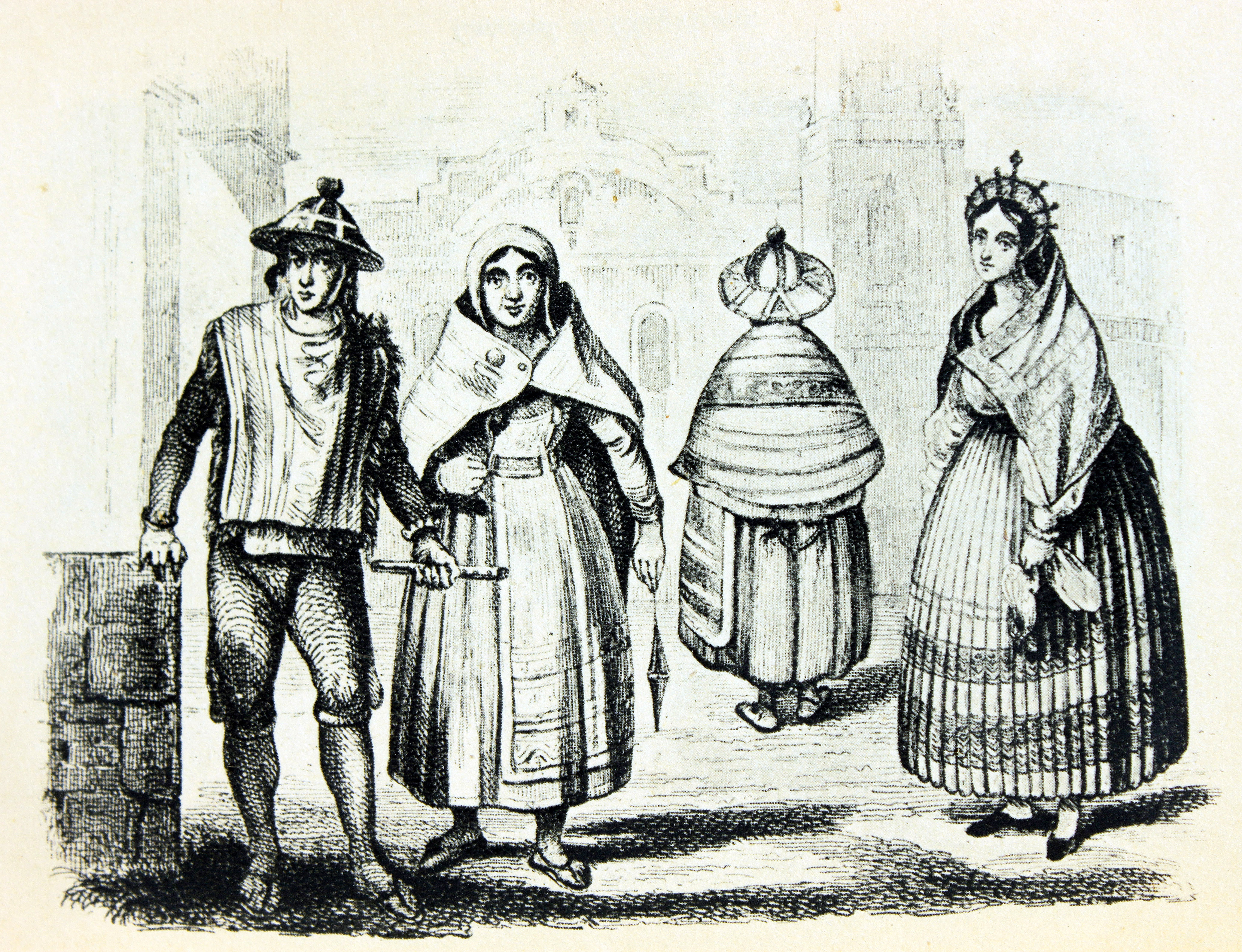
Trajes de Chuquisaca, en el libro Antiguas ciudades de América, 1842.
Indianer och cholos. Pelechuco. Bolivia imagen de Erland Nordenskiöld, 1904-1905.
Indianer, 1904. Museo etnográfico de Estocolmo.
Familia Quichua. Provincia de Moxos. Bolivia  1904-1905.
Cocinera Chola ,[5] entre 1900 y 1923. Biblioteca del Congreso de Estados Unidos

## Vestimenta

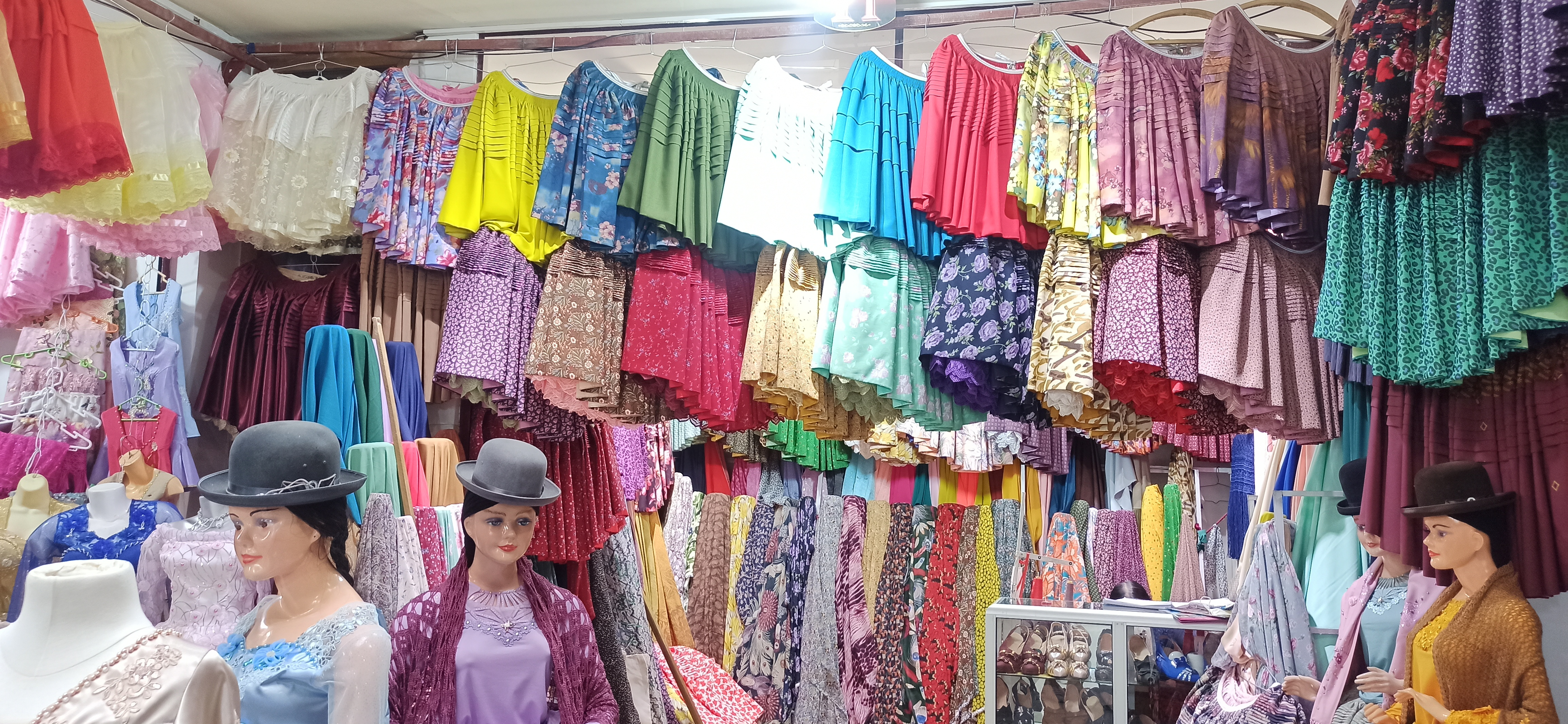
Venta de indumentaria para cholas en La Paz

La vestimenta de la chola en Bolivia es una amalgama de elementos inicialmente impuestos a los americanos por el sistema colonial que limitó el uso de vestimentas identificadas como propias de las culturas indígenas prehispánicas, y elementos y materiales resignificados a través del tiempo y los procesos culturales posteriores.
Tras las prohibiciones de vestir a la usanza de sus propios pueblos, se impuso un sistema de categorización de vestimentas asignadas por región y casta. De esta manera los aimaras, quechuas y guaraníes debieron abandonar su vestimenta propia y adoptar las establecidas por el régimen colonial. Estas disposiciones significaron el florecimiento comercial de los sistemas de Obrajes en América, ya que los pobladores estaban obligados a adquirir las prendas definidas. Tras diferentes procesos culturales y sociales estas prendas fueron evolucionando y adquiriendo nuevas características.
Actualmente, una de las características que define a las mujeres autoidentificadas como cholas es la vestimenta, la cual se caracteriza por los siguientes elementos:
- Sombrero: En las diferentes regiones del país, las cholas bolivianas usan sombreros de ala corta o mediana. Estos han ido evolucionando[8] y en algunos casos han sido sustituidos por gorros de lana, sombreros plásticos de ala ancha o boinas.

- Blusa o chaquetilla: Las blusas o chaquetillas de las cholas en Bolivia muestran variaciones regionales y generacionales. Las existen de telas ligeras en los valles así como de tejidos más pesados en las regiones del altiplano. La prenda también presenta variaciones de acuerdo con las circunstancias, así las blusas de uso cotidiano suelen ser sencillas y las de fiesta suelen presentar bordados y mayor detalle en la confección y colores. De acuerdo al clima pueden acompañarse con chompas, sacos de lana, además de la manta tradicional.
- Pollera: Las faldas de chola son llamadas polleras. La identificación de esta prenda con la chola es tal que se usa el eufemismo mujer de pollera o señora de pollera para referirse a las cholas y así evitar la aún prevalente connotación peyorativa y racista asociada al término. Estas faldas se caracterizan por ser de amplio vuelo y ser plisadas, dependiendo de la región pueden variar en largo, material y accesorios.[9] Las partes principales de la pollera son: presilla, paño, basta o alforzas y trencilla.[10] Adicionalmente, bajo las polleras se llevan enaguas que pueden llevar puntillas y que son también llamadas manqanchas en algunas regiones de Bolivia. Las enaguas pueden ser varias y de diferentes colores dependiendo de la ocasión y el clima.

- Calzado: El calzado de la chola puede incluir botas y botines con cordones, abarcas o sandalias y zapatos de tacón bajo dependiendo de la edad de la portadora y de la región. También se utilizan medias de lana, polainas o medias de nailon con o sin diseños.
- Manta: Las mantas de chola llevan flecos de macramé y se usan sobre los hombros a menudo sujetas con prendedores o topos. Los materiales y decoración varían incluyendo lana de vicuña, alpaca, telas sintéticas con diseños estampados, telas lisas con bordados y de encaje.
- Accesorios:
  - Faja.
  - Tullmas, lazos tejidos de lana, hilo o cintas con extremos adornados con pedrería, borlas o mostacillas que sujetan las trenzas.[11]
  - Joyería. Dependiendo de la región y la clase social puede ser usual el uso de joyería de plata, oro, platino o bisutería. En fiestas tradicionales y entradas folclóricas las cholas suelen llevar accesorios en mantas y sombrero denominados topos,[12] así como pendientes y anillos a juego.
  - Aguayo. Entre las cholas de las culturas aimara y quechua es frecuente el uso del aguayo como un accesorio para el transporte de niños, productos y como ornamento.

Vestimenta contemporánea
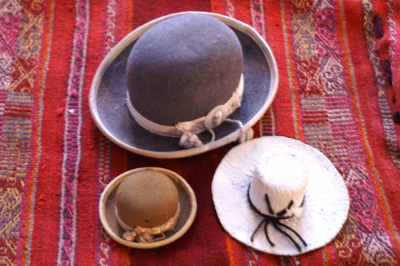
Sombreros de chola paceña y de los valles occidentales
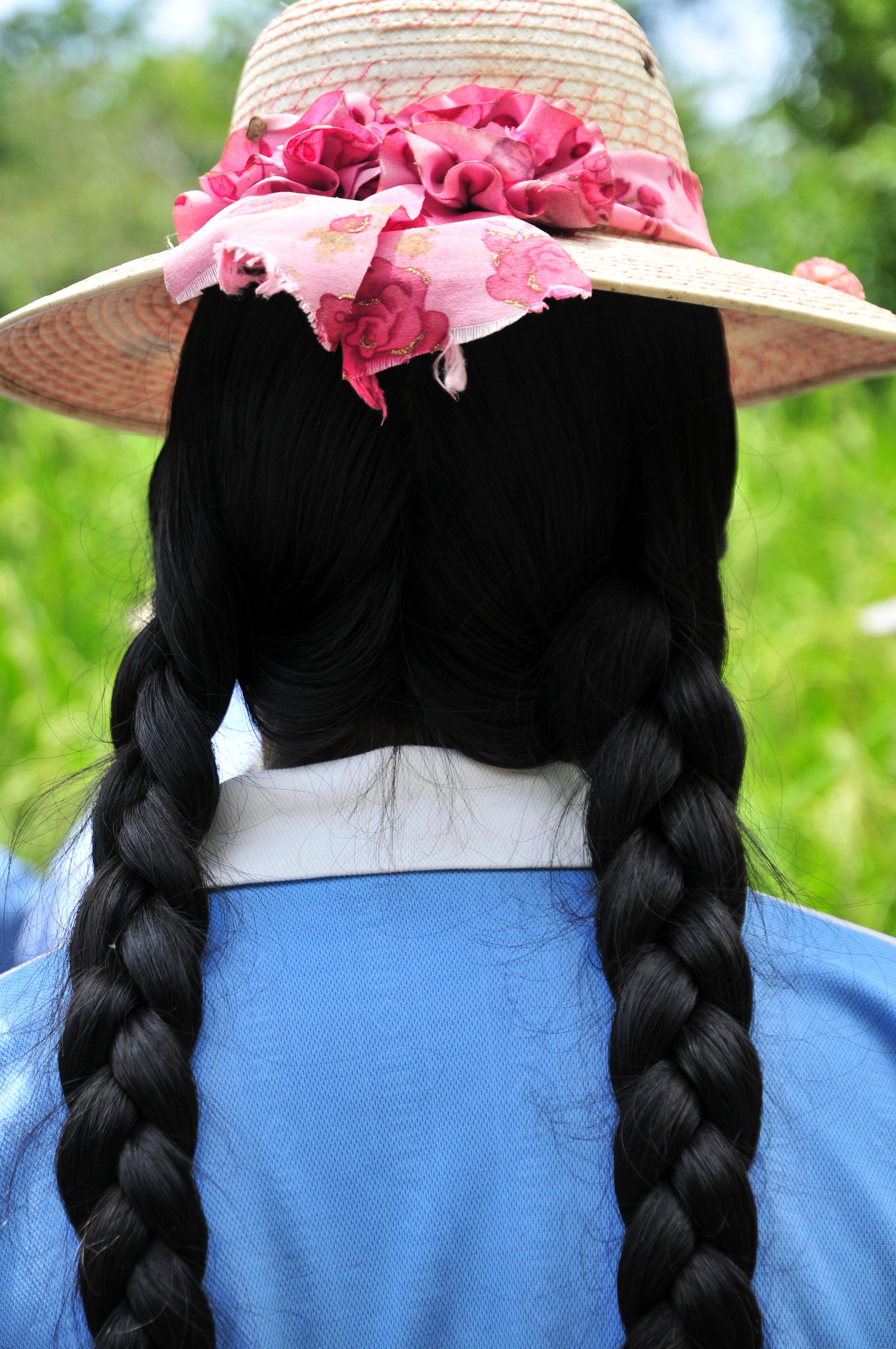
Trenzas
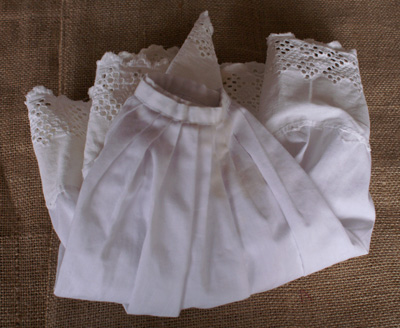
Manqanchas
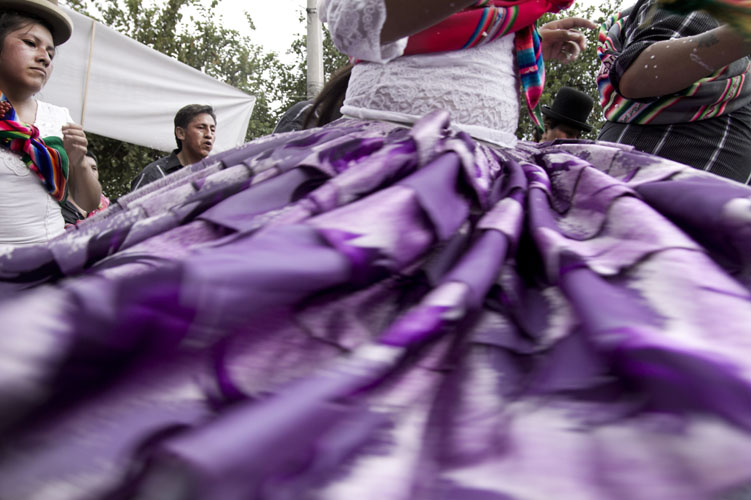
Pollera
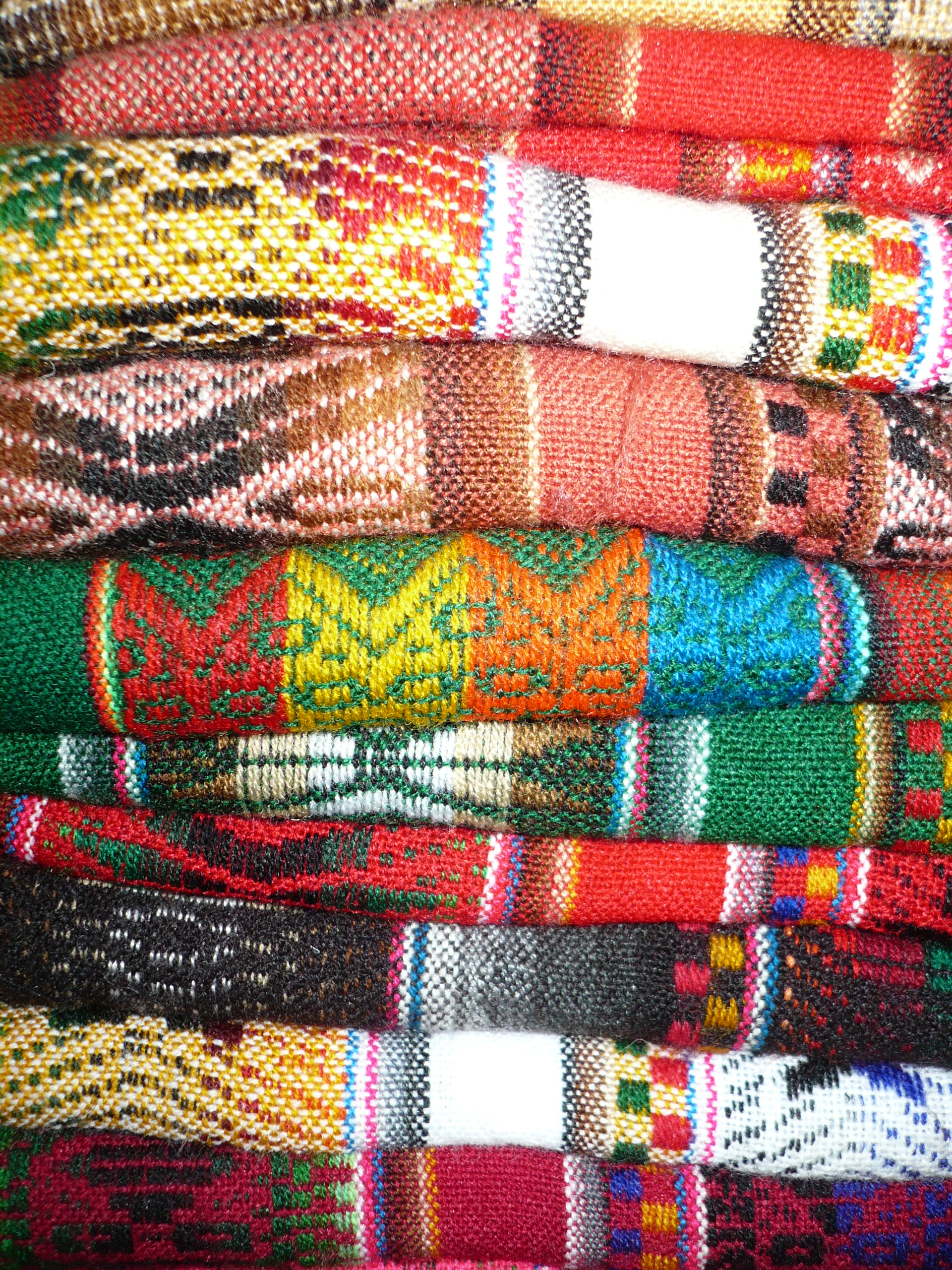
Aguayo

### Arreglo personal
El arreglo personal está caracterizado por el peinado. Las cholas bolivianas llevan el cabello recogido en dos trenzas sujetas con tullmas generalmente acomodadas sobre la espalda. Es usual que opten por la aplicación de oro y plata en la dentadura.

## Variaciones regionales
De acuerdo con la región existen variaciones, algunas de ellas se reflejan en la vestimenta:

### Afroboliviana
La población afroboliviana, por su contacto con las culturas regionales, adoptó y transformó algunas características de la vestimenta de las cholas paceñas, creando una vestimenta característica que puede visualizarse en la región de Los Yungas.

### Chola cochabambina
Se designa de esta manera a las mujeres que visten a la usanza tradicional de la chola y habitan en el departamento de Cochabamba. Las variaciones en la vestimenta se advierten en:
- Sombrero: El sombrero tradicional de chola en Cochabamba es de copa alta o mediana y de color blanco y cintillo negro.[16] Es tan característico del lugar que su forma ha inspirado mobiliario urbano y fuentes decorativas en espacios públicos.[17] Este sombrero se observa en las mujeres adultas más tradicionales, mientras que las mujeres más jóvenes han adoptado sombreros de copa baja, ala ancha y materiales variados en colores claros.[18] Pueden también prescindir de la prenda.
- Blusa: La blusa suele ser de tela ligera; ajustada al talle, con escotes cuadrados o de corazón[19] y mangas cortas abombadas. El encaje es un detalle frecuente en estas blusas.
- Pollera: El largo de la pollera llega hasta encima de las rodillas, la cual es de plisado menudo y con alforzas delgadas. Las telas predominantes son vistosas, ligeras y brillantes.
- Calzado: El calzado usual son las sandalias con tacón bajo o sin él.
- Manta: De tela ligera cuando se usa, las mujeres jóvenes prescinden de ella o la reemplazan con sacos cortos o chaquetas.

### Chola chuquisaqueña
Se designa de esta manera a las mujeres que visten a la usanza tradicional de la chola y habitan el departamento de Chuquisaca.
- Sombrero
- Blusa
- Pollera
- Calzado
- Manta
- Accesorios

### Chola paceña

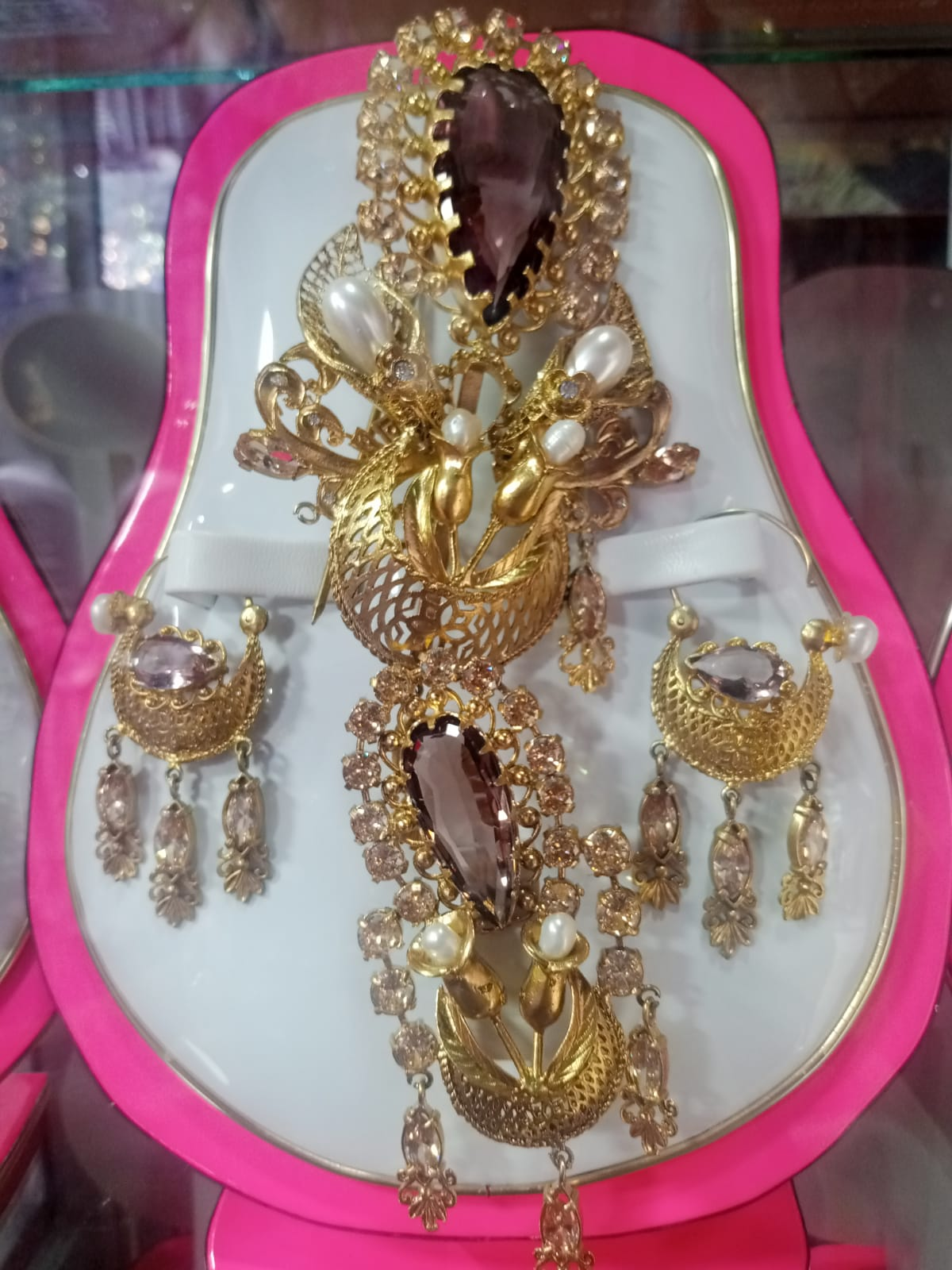
Joyería característica en trajes de gala.

Se designa de esta manera a las mujeres que visten a la usanza tradicional de la chola y habitan el departamento de La Paz. Suelen ser aymaras o mestizas y es común que hablen el idioma de esta cultura. Las características particulares en su atuendo son:
- Sombrero: De tipo bombín, copa baja, ala corta volteada y cinta a juego con el color del sombrero. Suele denominarse Borsalinos.[25]
- Blusa: De manga larga, distintos colores, con muchos detalles y con encajes.
- Pollera: Larga y con amplias alforzas, difiere entre las cholas del área urbana y rural en materiales, texturas y colores.
- Calzado: En el ámbito urbano se usan zapatos planos específicamente diseñados para cholas, que pueden ser de uso cotidiano o de fiesta. Las mujeres de los ámbitos rurales pueden llevar ojotas.
- Manta: Mantas largas, gruesas y abrigadas, con amplia flecadura tejida en macramé, confeccionada de materiales variados y diferentes niveles de ornamentación según el uso. En el área rural se puede ver usada en combinación con la lliclla prenda de origen prehispánico.[26]
- Accesorios: Para las festividades y eventos sociales se usan ostentosos accesorios de oro, plata o platino. Estos son: aretes, ramilletes en los sombreros, anillos y topos estos últimos de origen prehispánico.

### Chola potosina
Se designa de esta manera a las mujeres que visten a la usanza tradicional de la chola que habitan en el Departamento de Potosí. Las características particulares en su atuendo son:
- Sombrero: El sombrero es de copa alta y ala plana mediana con cintillo oscuro, también se observan sombreros de copa baja con ala plana mediana.

### Chola orureña
La chola orureña posee una indumentaria propia del Departamento de Oruro que las diferencia de las demás variantes bolivianas.
- Sombrero
- Blusa
- Pollera
- Calzado
- Aguayo
- Manta
- Accesorios

### Cholas en Bolivia

Variaciones regionales
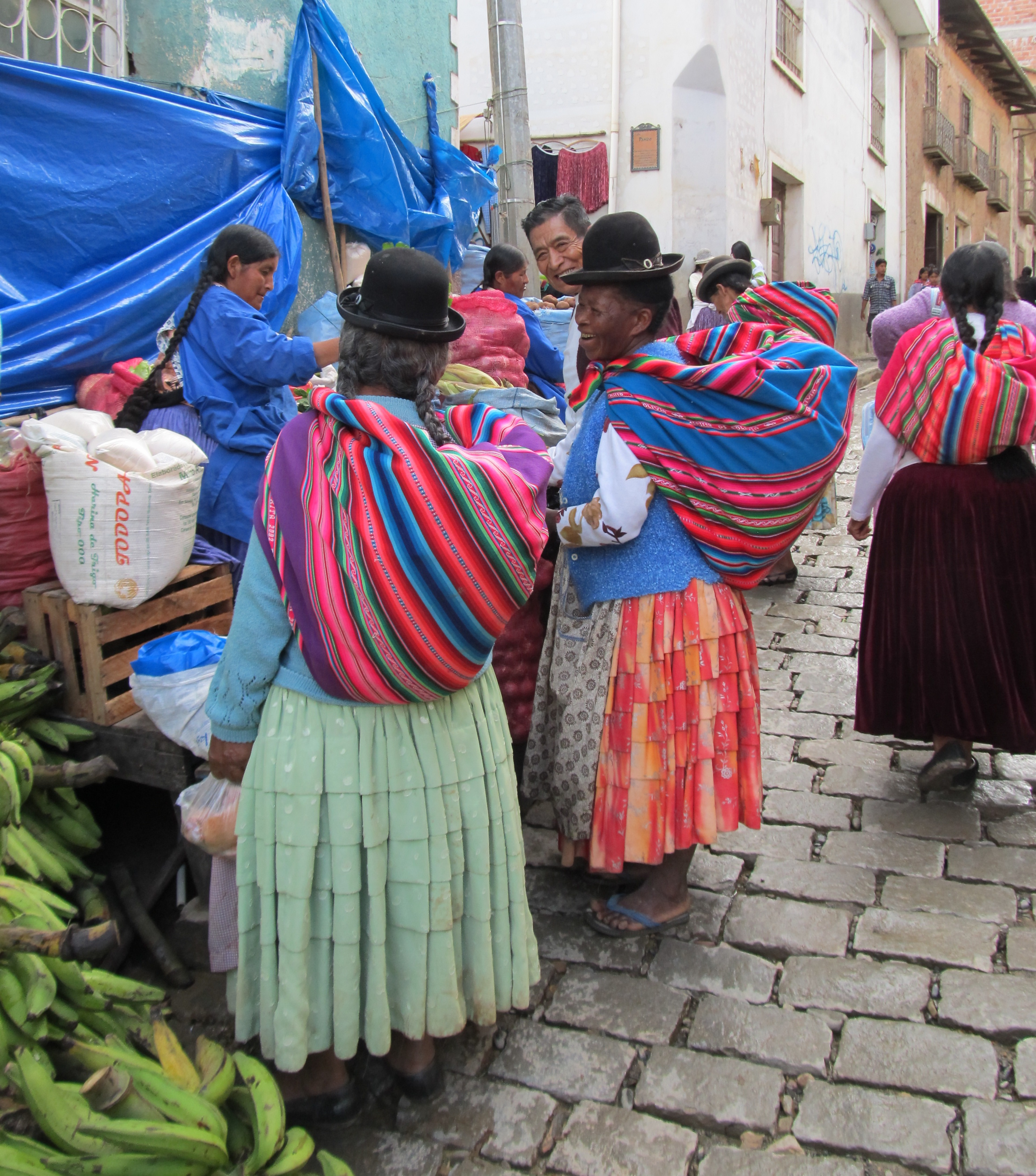
Afrobolivianas
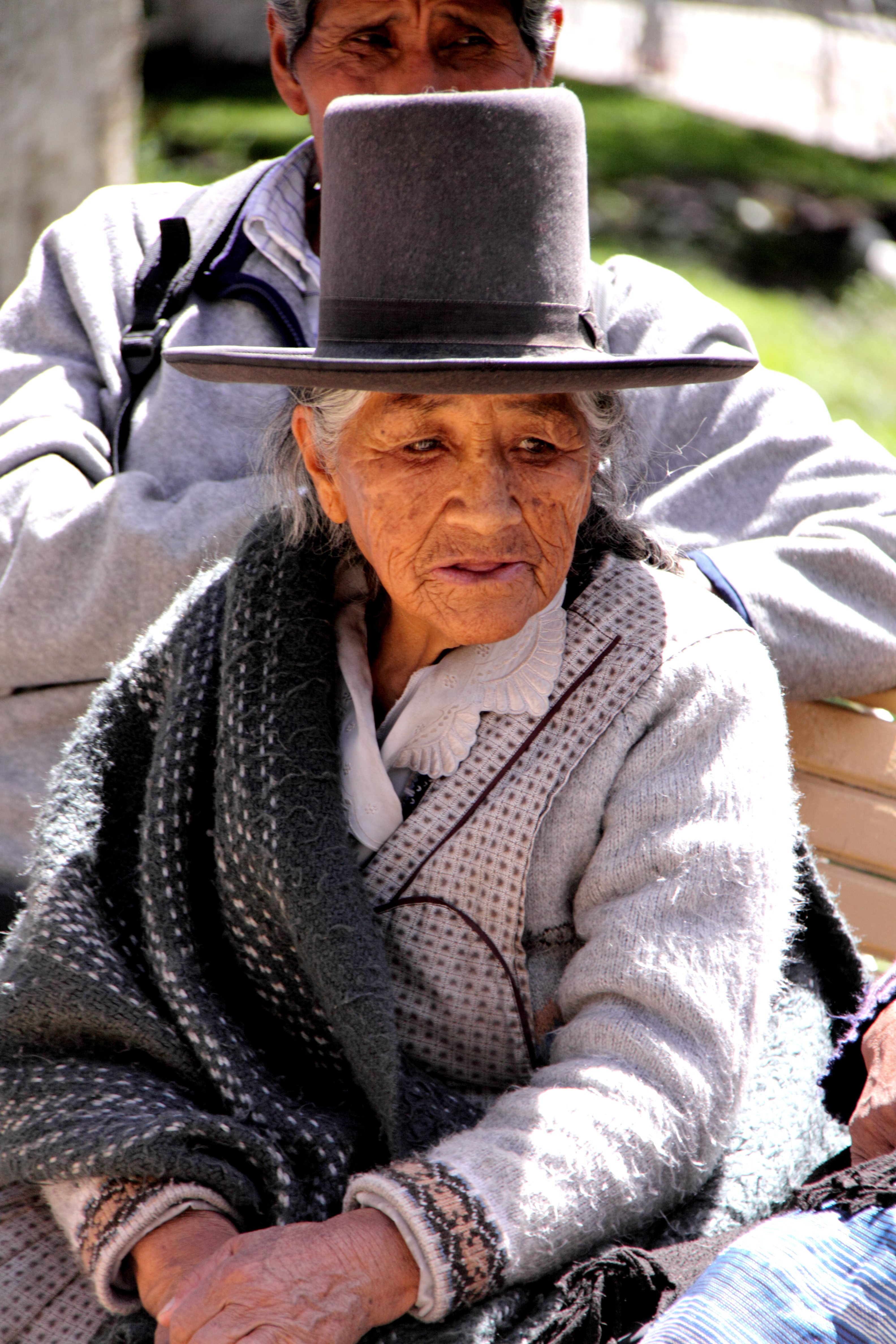
Chola potosina
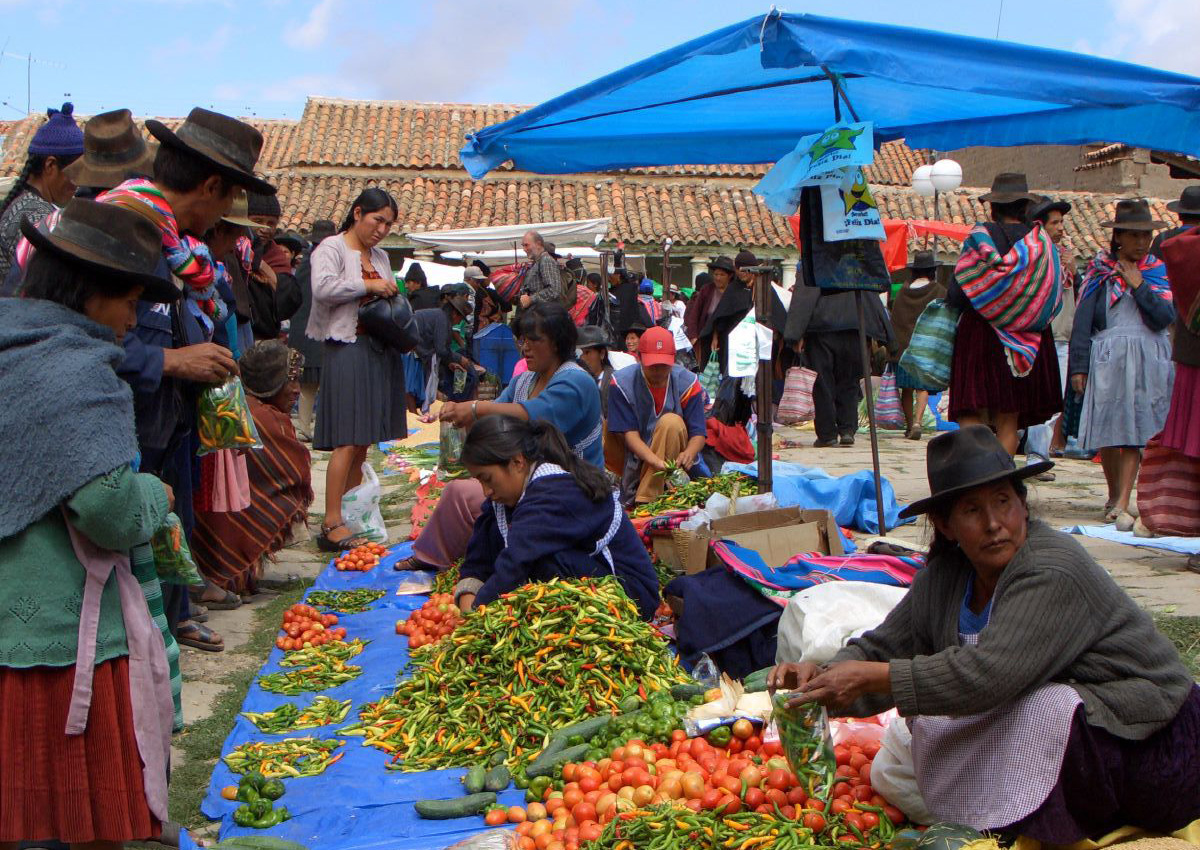
Cholas chuquisaqueñas, Tarabuco
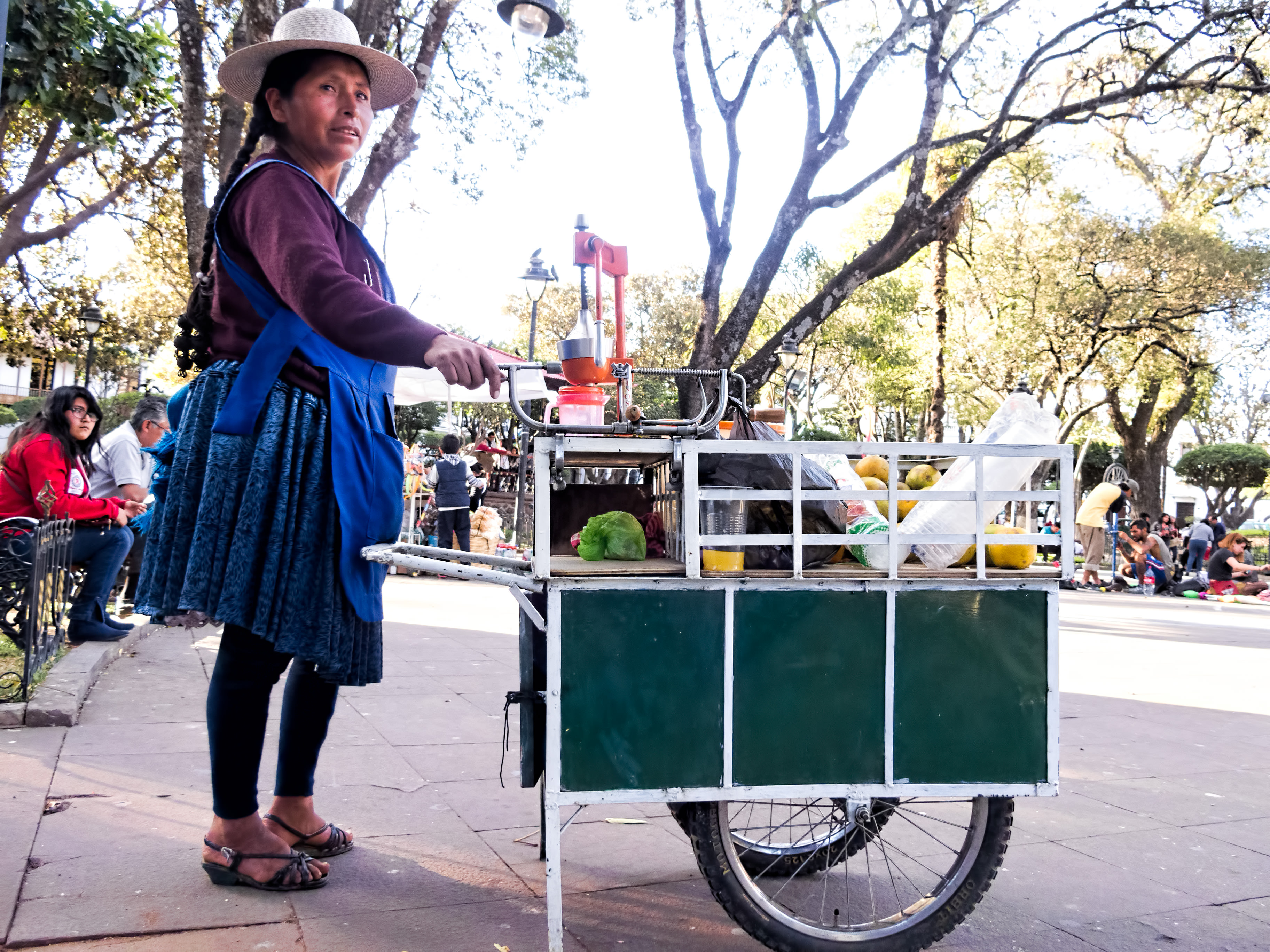
Cholas chuquisaqueñas, Sucre
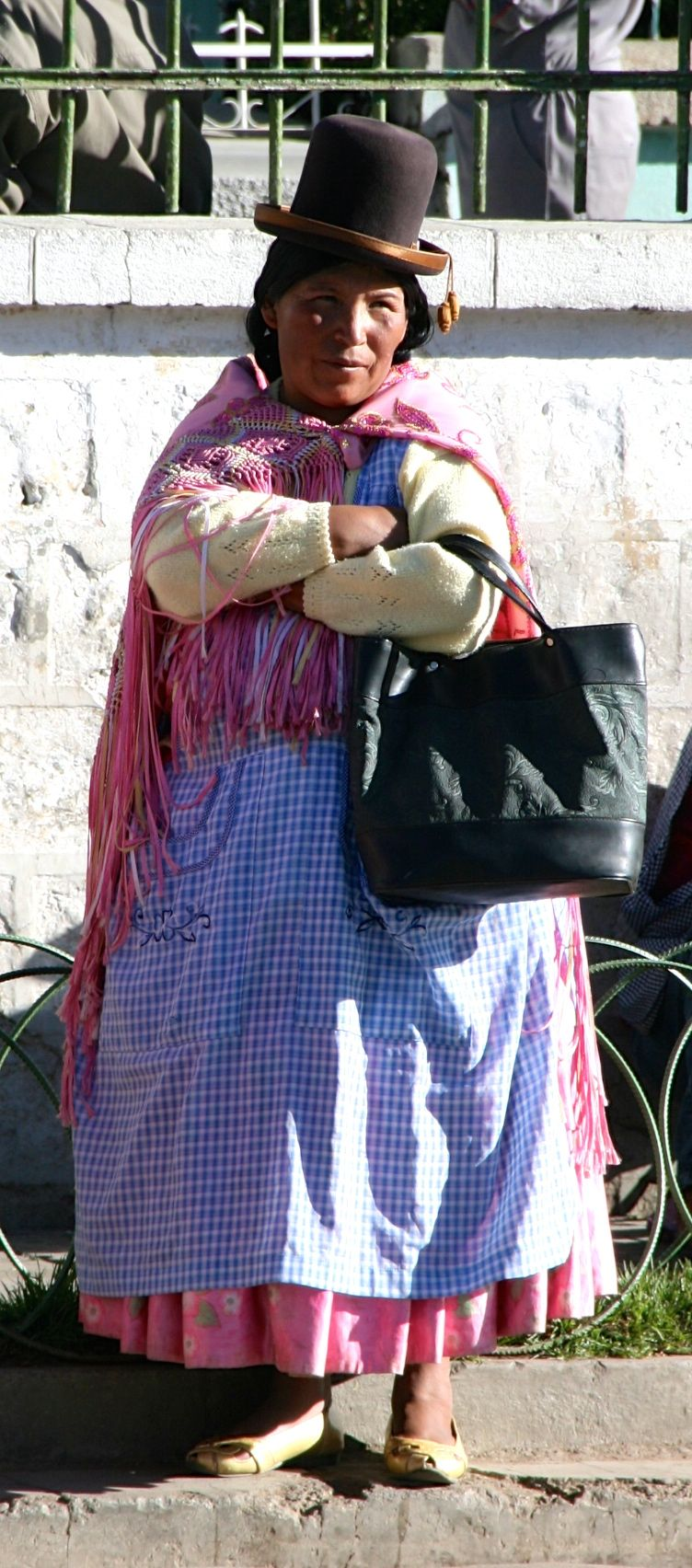
Chola paceña
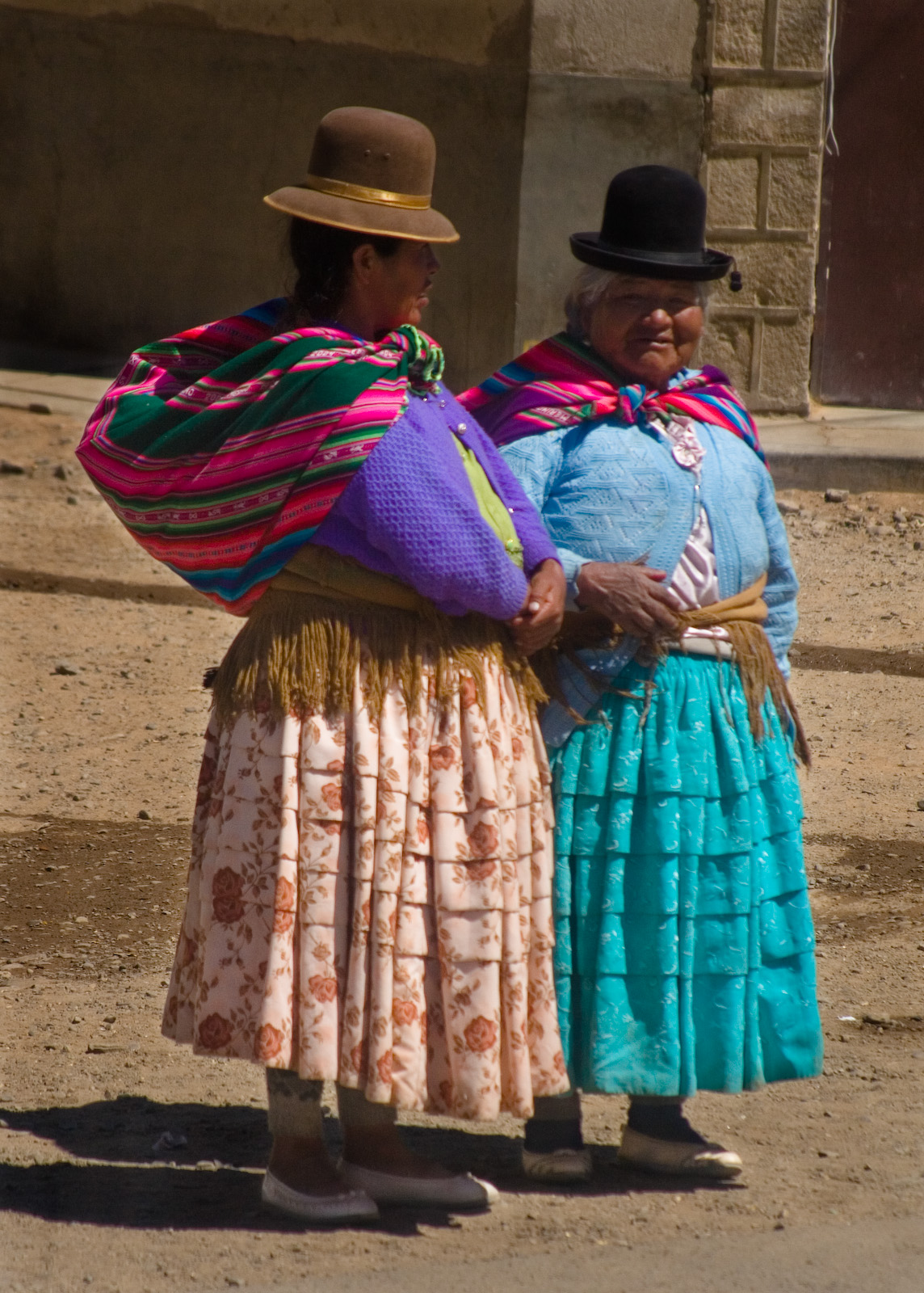
Chola paceña, El Alto
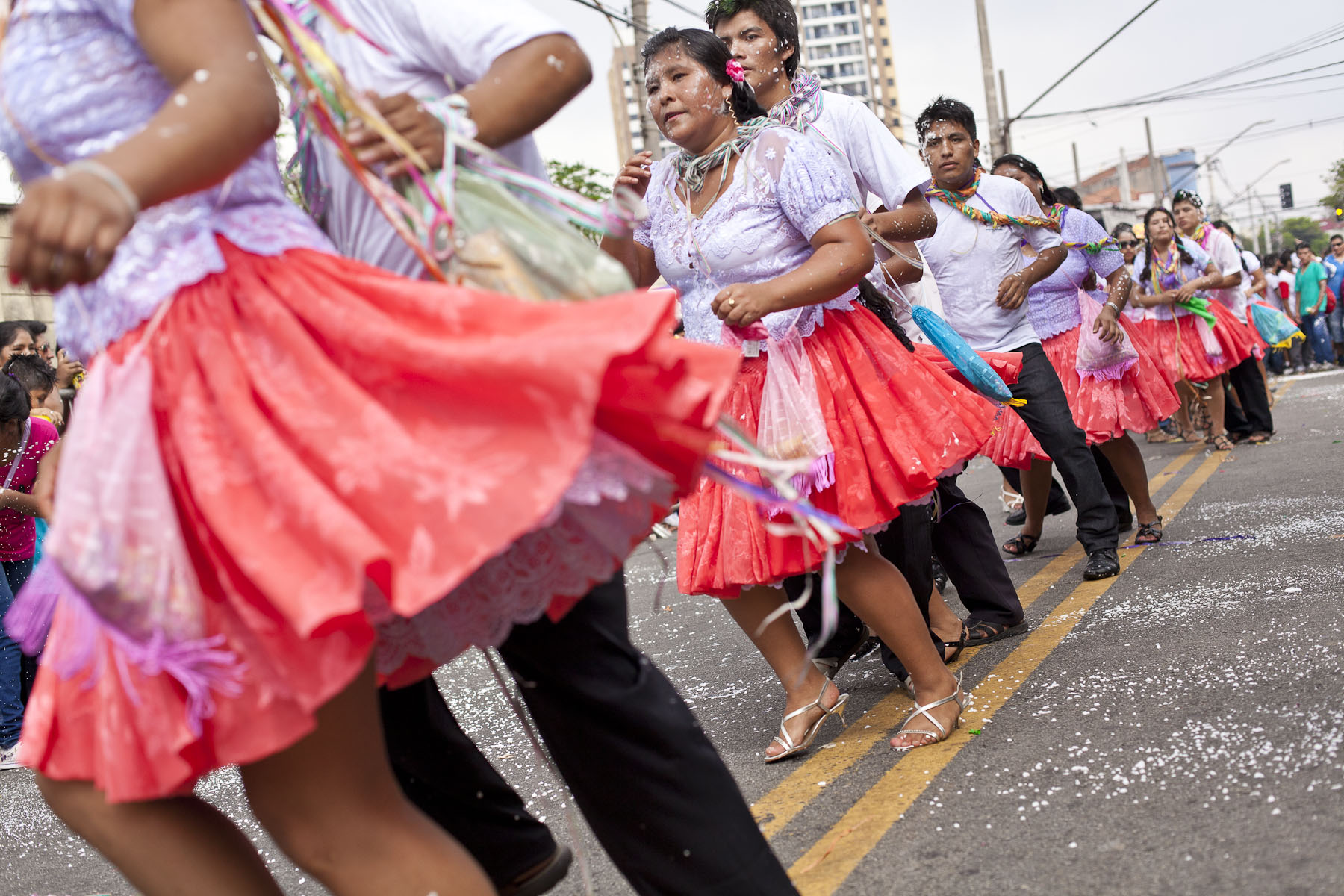
Cholas del valle de Cochabamba

## Reivindicaciones e importancia histórica

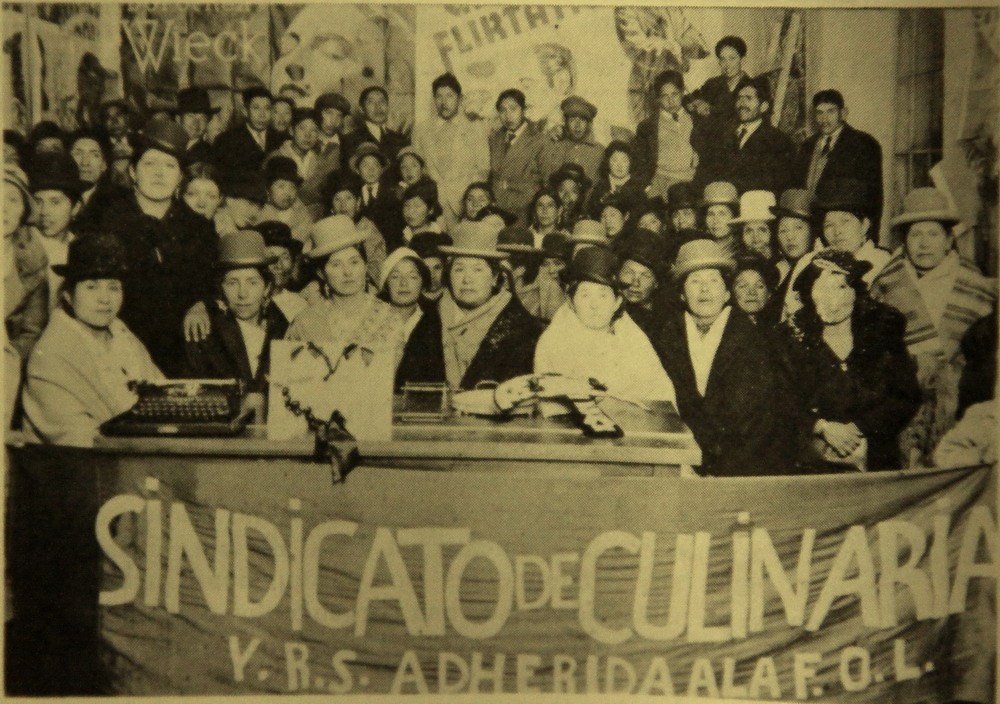
Sindicato de culinarias.

Las cholas bolivianas han protagonizado de manera colectiva o individual constantes demandas sociales. Entre ellas se hallan principalmente las relacionadas con el trabajo obrero y la igualdad de oportunidades. Una organización importante en este proceso fue el Sindicato de Culinarias, liderado en su momento por Petronila Infantes. Este sindicato fue precursor de organizaciones contemporáneas como la Federación Nacional de Trabajadoras del Hogar de Bolivia.

## Personalidades

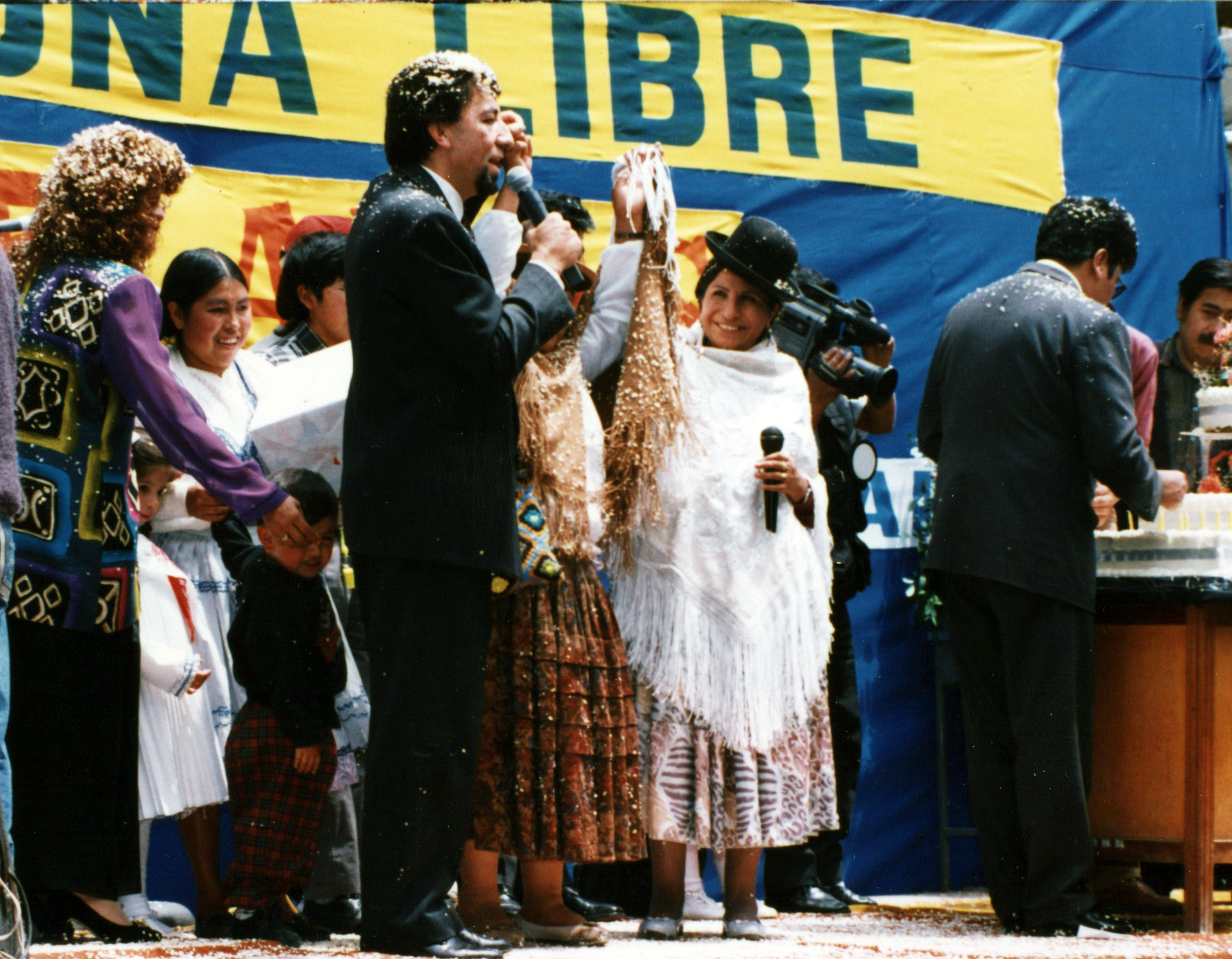
Remedios Loza durante una proclama política.

- Petronila Infantes, líder sindical.
- Remedios Loza, política boliviana y diputada nacional.
- Nélida Sifuentes, política boliviana y senadora nacional.
- Bertha Acarapi, presentadora de televisión.
- Chinchin, chola luchadora.
- Encarnación Lazarte, cantante y compositora
- La Justa, chef y presentadora de televisión.
- Silvia Lazarte, política.
- Savina Cuéllar, política.
- Yola Mamani, locutora y activista.
- Rosario Aguilar, abogada, política, exconcejala y diseñadora de moda.
- María Eugenia Choque, trabajadora social y expresidenta del Tribunal Supremo Electoral.
- Reveca Cruz, Presidenta del Concejo Municipal de El Alto, 2018
- Eliana Paco, diseñadora de moda, concejal y Vicepresidenta del Consejo Municipal de La Paz, 2021.

## Cultura contemporánea

### Reivindicación identitaria

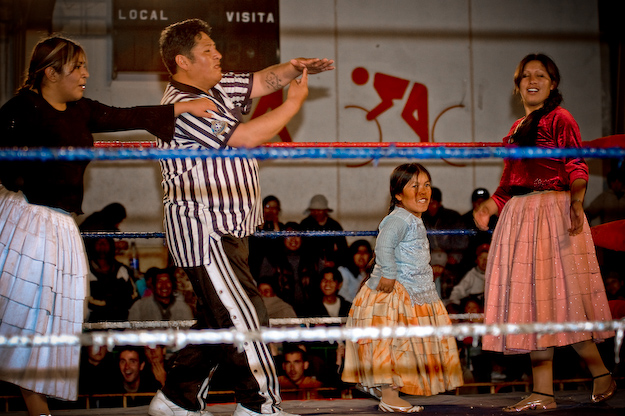
Cholas luchadoras

Por la prevalencia del racismo, la autoidentificación de las mujeres través del uso de la vestimenta de chola se ha constituido en una reivindicación y resistencia cultural, habiendo logrado que la adopción de ropa occidental contemporánea deje de ser obligatoria en los ámbitos políticos, académicos, del espectáculo y los medios.

#### Identidades transversales
Los procesos de intercambio cultural han significado la conquista y apropiación de nuevos ámbitos protagónicos para estas mujeres. Si inicialmente su espacio tradicional era la agricultura en el área rural y el comercio en el área urbana, han tomado espacios estigmatizados como el table dance, espacios considerados elitistas como la práctica del golf, y el andinismo, deportes en los que solían desempeñar labores de apoyo secundarias. Su presencia también es visible en los cuestionamientos a los roles de género pues han tomado espacios tradicionalmente ocupados por varones como la construcción, el ciclismo, el fútbol, el transporte urbano, el transporte pesado y la lucha libre. Su presencia es visible en el travestismo.
Así como las cholas han conquistado el derecho de vestirse como decidan al acceder a espacios antes vedados, también se recorre el camino inverso, mujeres que adoptan la vestimenta con motivo de celebraciones, acceso a fuentes laborales o legitimación como personajes representativos de su comunidad frente a los procesos políticos atravesados por el país.

#### Migración
Con los procesos de migración interna en Bolivia, actualmente se pueden encontrar cholas con trajes regionales de todos los lugares del país en las ciudades con mayor dinamismo económico como Santa Cruz, La Paz y Cochabamba. Su uso se ha constituido en un factor de resistencia la racismo y regionalismo y un lazo con sus comunidades de origen y agrupaciones de migrantes. La migración internacional a países vecinos como Argentina y Brasil ha propiciado igualmente la adopción de estas vestimentas en las ciudades de acogida de los migrantes, principalmente Buenos Aires y Sao Paulo, donde se las puede ver en actividades cotidianas y en celebraciones de las agrupaciones de residentes bolivianos. La migración boliviana a España, que inicialmente significaba el abandono definitivo de la vestimenta característica, también ha mutado y si bien para viajar se deja el traje, muchas mujeres lo retoman al establecerse en el país europeo.

### Arte
El grafiti ha tomado la imagen de la chola como personaje, y la vestimenta ha sido inspiración de obras de arte contemporáneo. El personaje de cómic Super Cholita también está inspirado en estas mujeres.

### Música
La participación de mujeres de identidad chola en géneros contemporáneos como el hip hop y el rap ha crecido en las últimas décadas. Estas expresiones artísticas han servido como plataformas para reivindicar sus raíces indígenas, integrar el uso de la pollera en la escena urbana. En este marco, la artista Alwa se ha consolidado como una de las figuras más representativas del movimiento, incorporando vestimenta tradicional, lírica en aymara y temáticas de justicia social dentro de su propuesta musical.

### Moda
La vestimenta característica de chola históricamente ha sido inspiración para el diseño de ropa de moda para otras mujeres dentro y fuera de Bolivia, un uso que podría verse como apropiación cultural ilegítima o bien como una inspiración. También se han destacado nuevas diseñadoras enfocadas en el diseño para cholas (como Eliana Paco), creándose por ejemplo una academia de modelaje especializado para ropa de chola. Actualmente la vestimenta y la identidad de la chola han sido centro de actividades culturales, investigaciones y reflexiones sobre la identidad y el mestizaje. Las cholas bolivianas lucen y comparten su vestimenta en diferentes ámbitos.

### Lucha libre
La lucha libre boliviana una práctica muy popular en el país. Empezó a incluir cholas en el espectáculo a inicios de los 2000. En la ciudad de El Alto se hicieron famosas las practicantes de lucha libre denominadas cholitas luchadoras, siendo inspiración de videos y convirtiendo la actividad en un atractivo turístico de la ciudad y como parte de campañas publicitarias.

### Andinismo
A partir de 2015 un grupo de mujeres dedicadas al turismo como apoyos en las labores de los guías, conformó un grupo propio de escalada de montaña. Son conocidas como Cholitas escaladoras de Bolivia y ya han realizado múltiples ascensos de cumbres superiores a los 6000 m s. n. m.

### Skateboarding
En Cochabamba y La Paz surgió un grupo de skateboarding femenino que usan de manera performativa los atuendos típicos de cholita denominadas Imilla Skate.

Cholas bolivianas
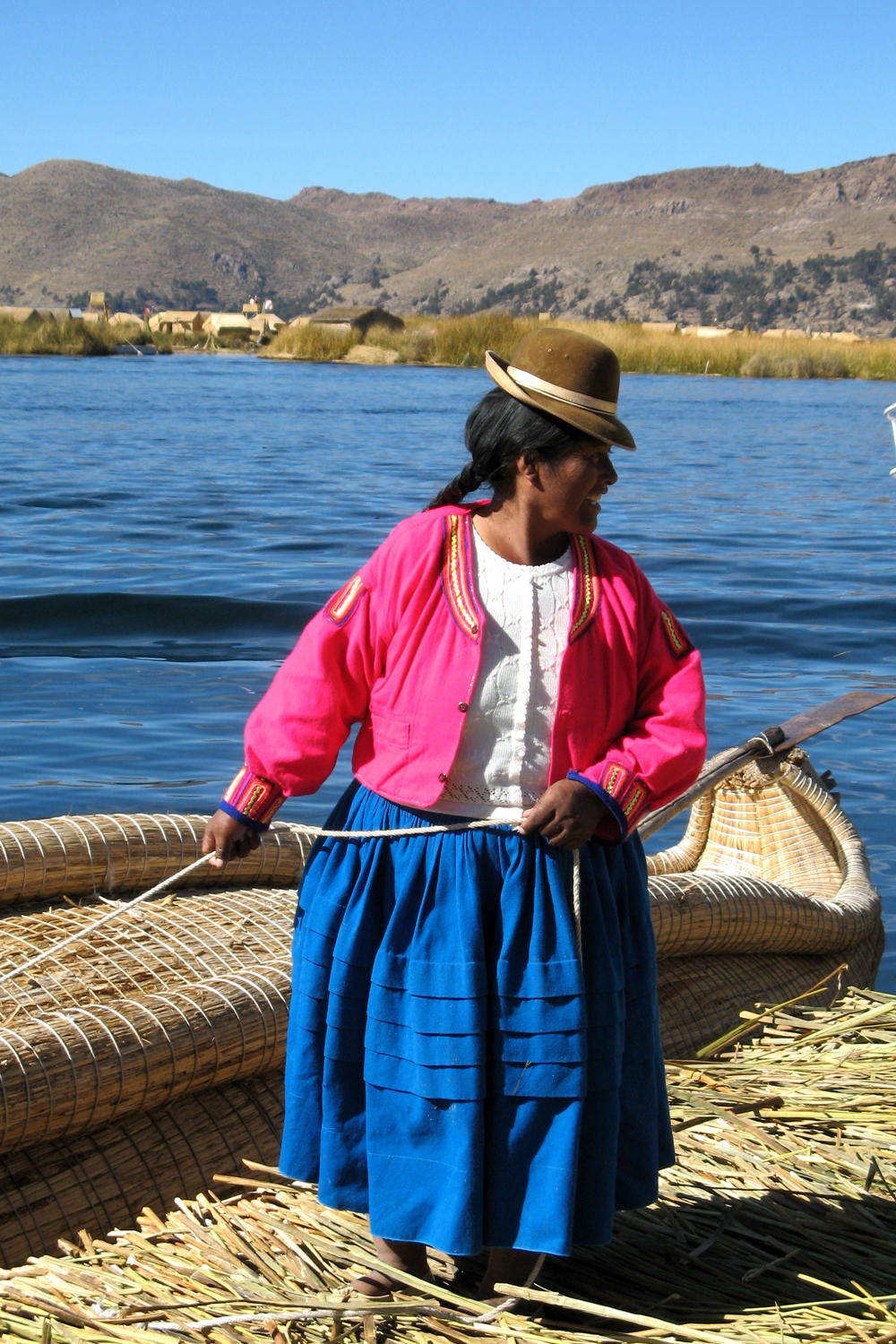
Chola Uro
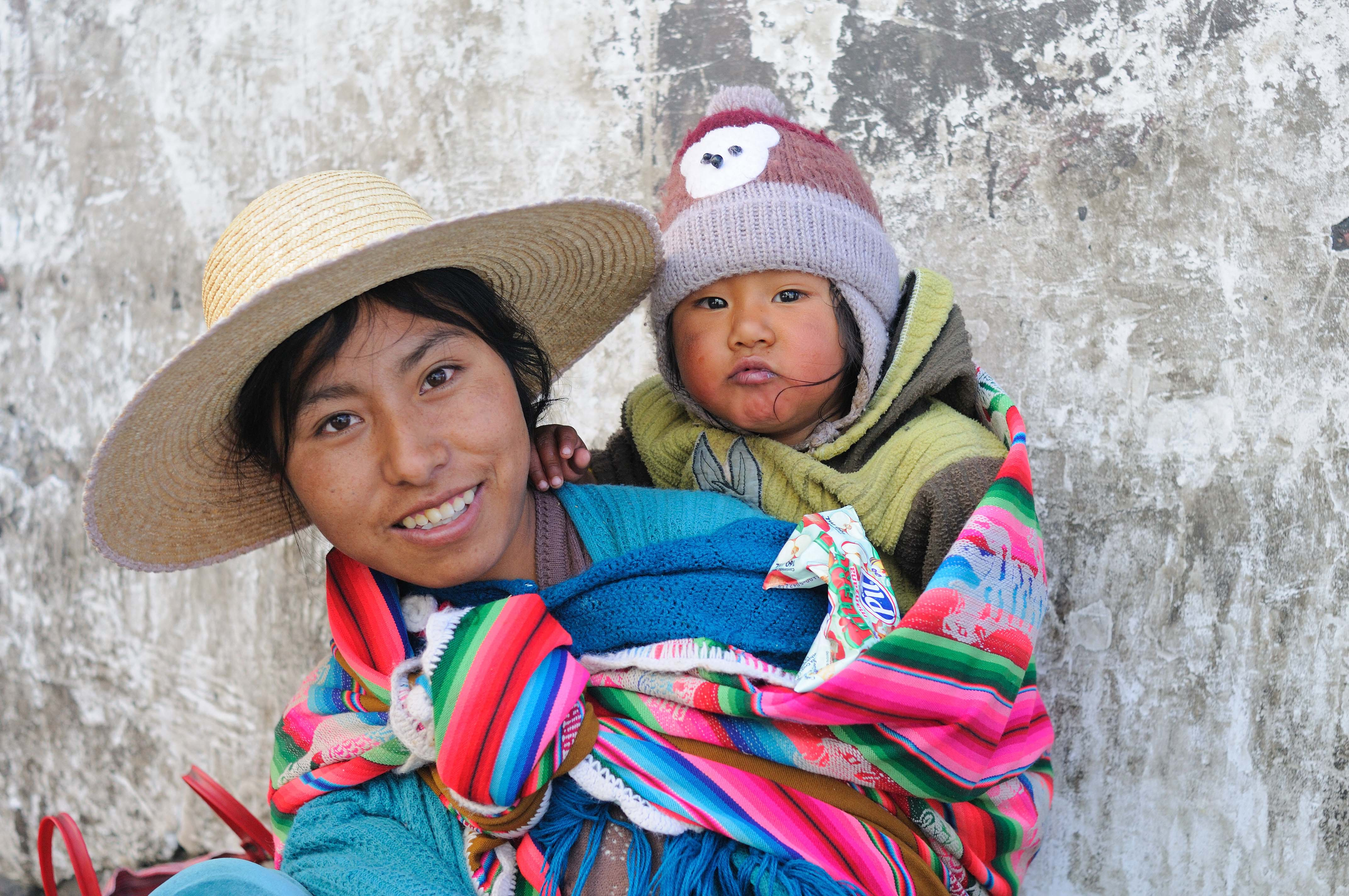
Joven con bebé
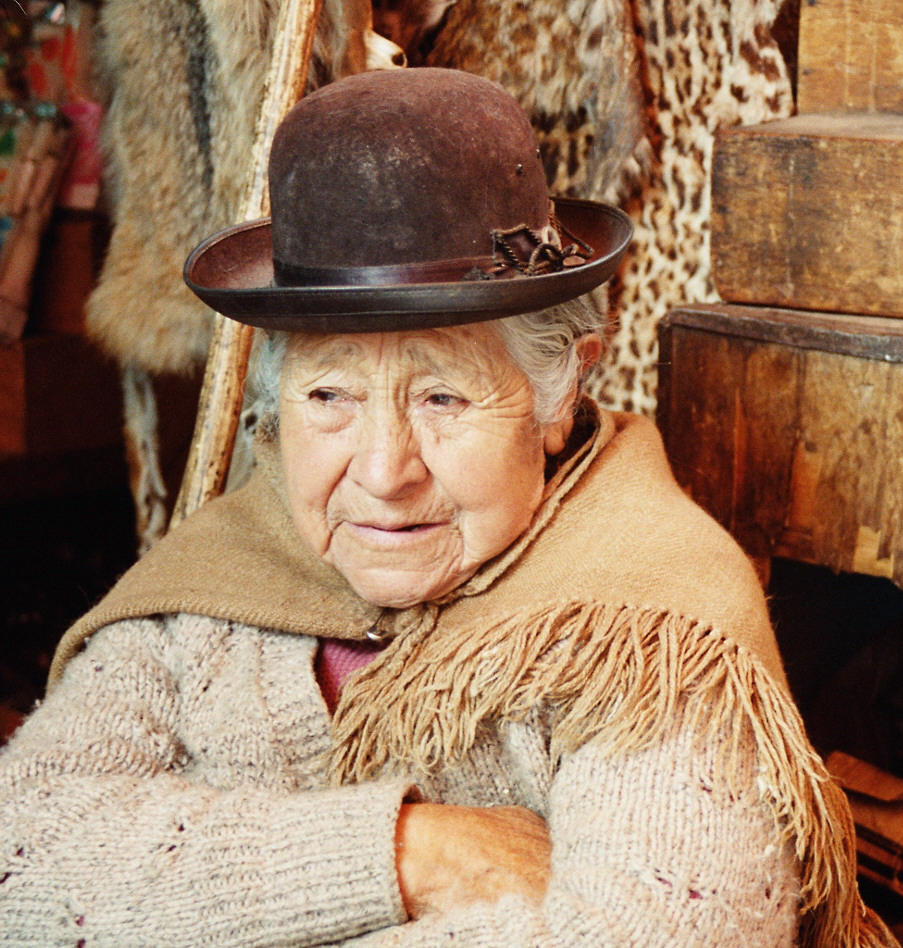
Chola paceña
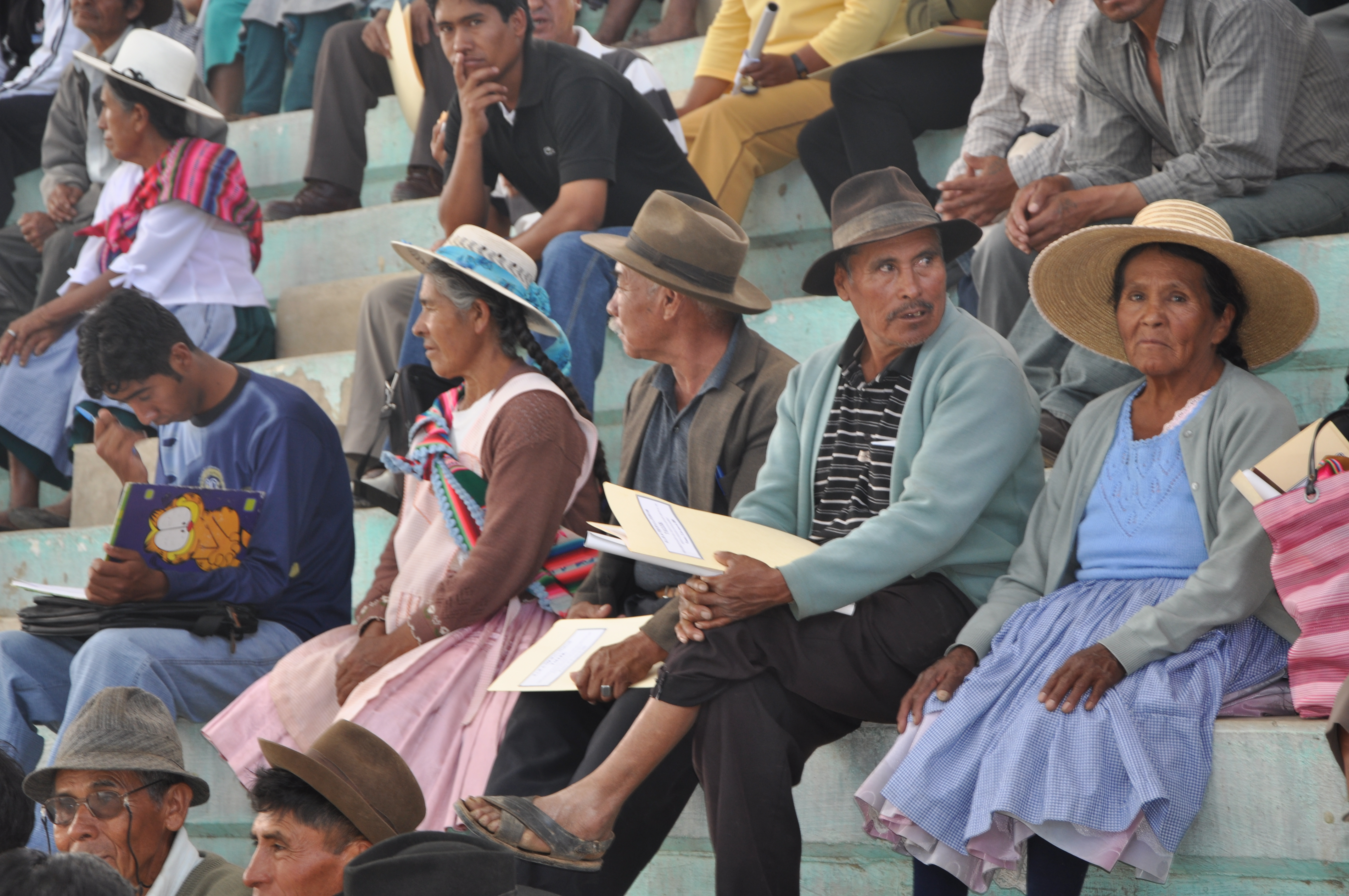
Sombreros de ala ancha
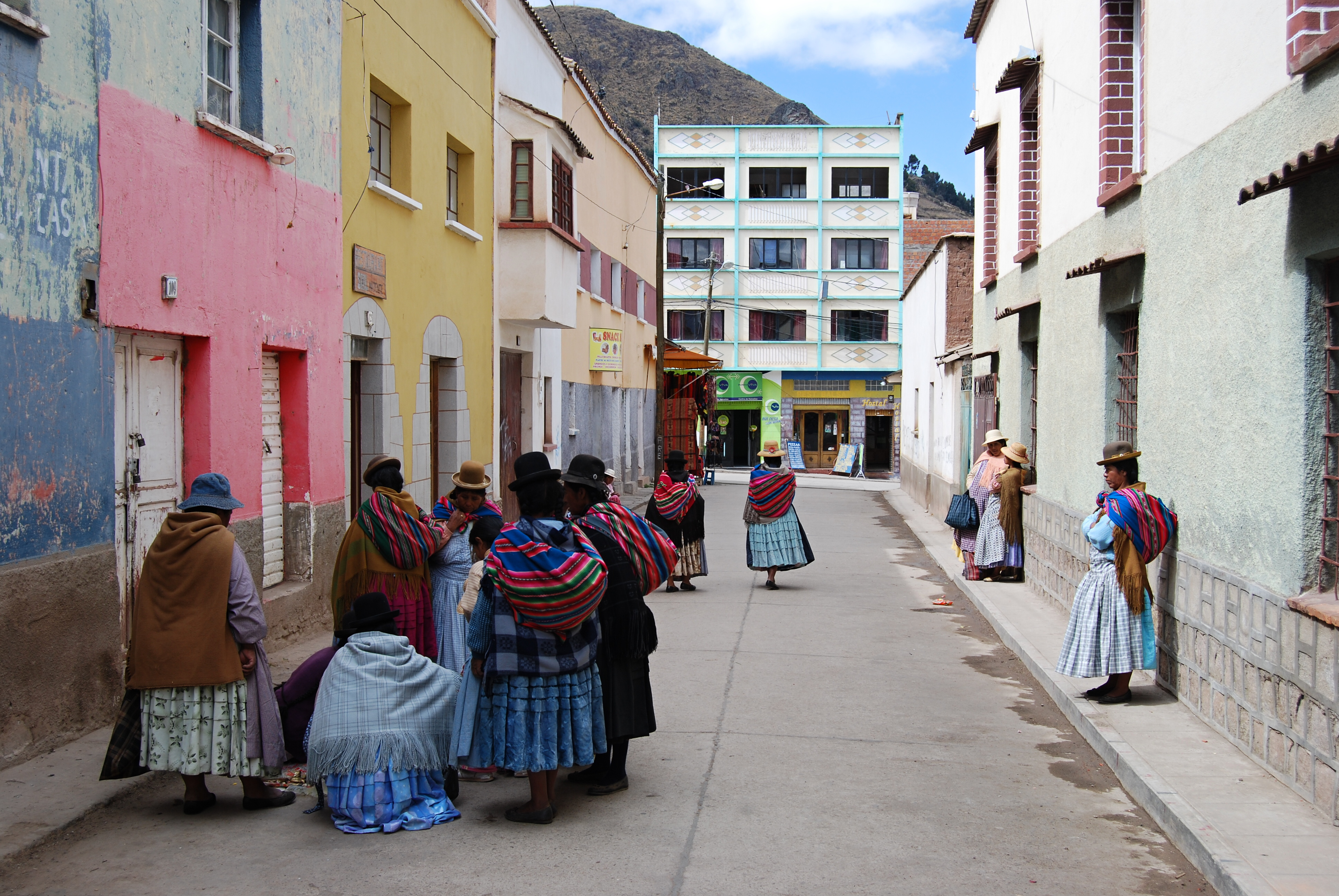
Cholas en una calle de Copacabana

## Bailes folklóricos
Los bailes folclóricos incluyen personajes cuya vestimenta está inspirada en la chola. Algunos ejemplos son la China Supay y la K'acha Viuda de la Diablada y la china morena de la morenada y las caporales; de igual manera bailes como la morenada incluyen bloques enteros de cholas bailarinas, así como otras mujeres disfrazadas con atuendos inspirados en la vestimenta de las cholas urbanas de los siglos XVIII y XIX, denominadas cholas antiguas.

Cholas en bailes folclóricos
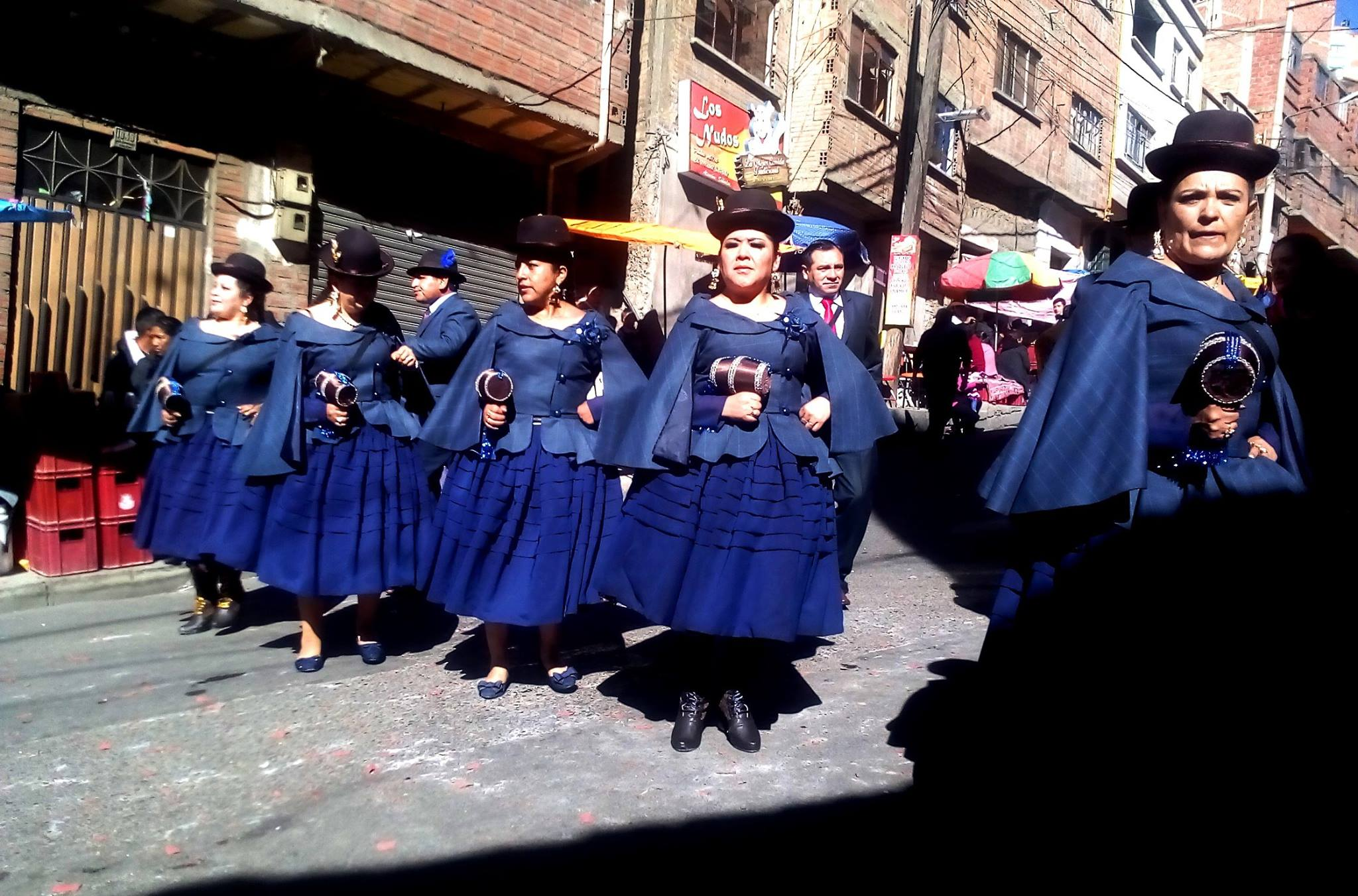
Cholas antiguas en morenada
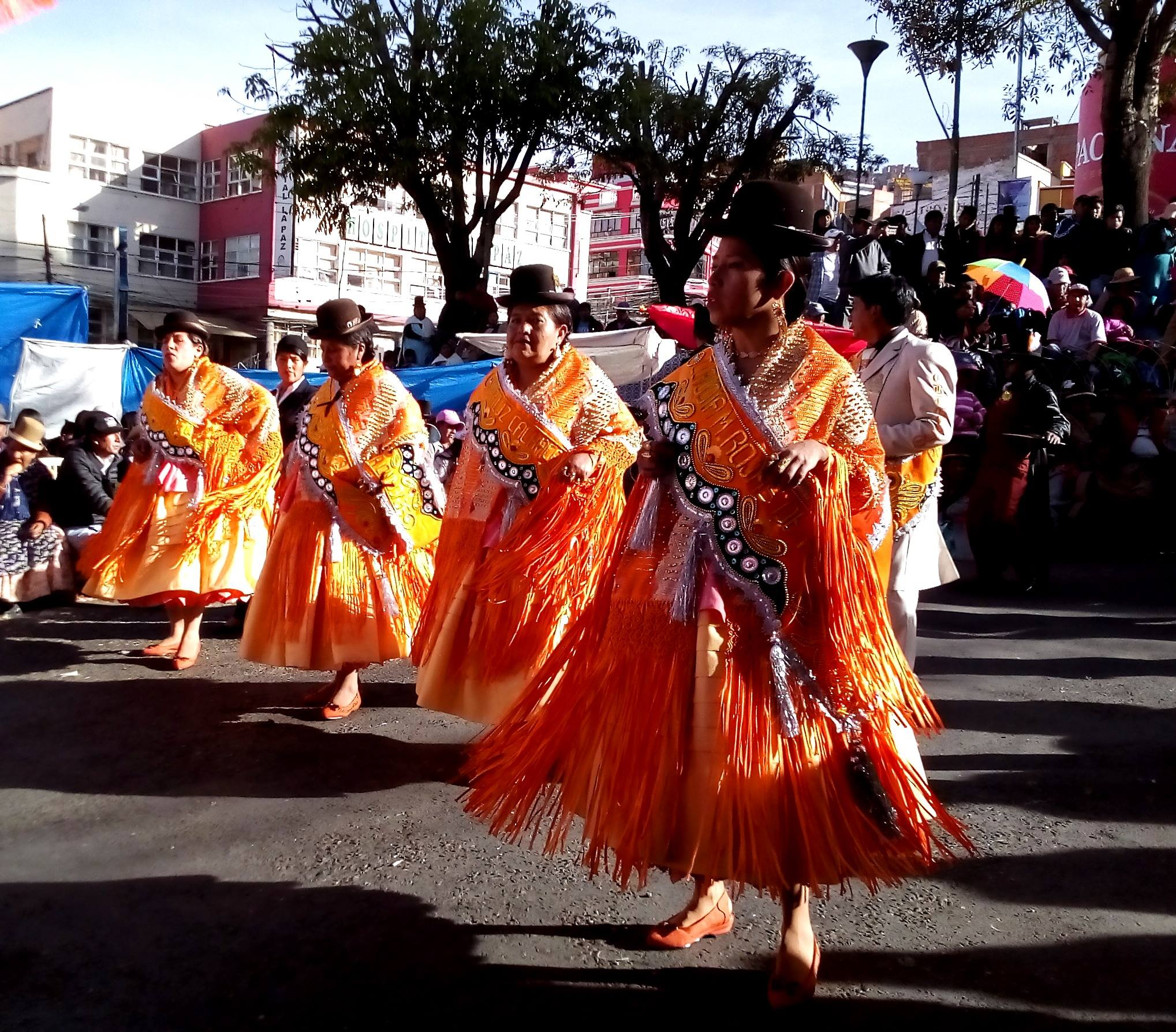
Danza Morenada en La Paz, 2017
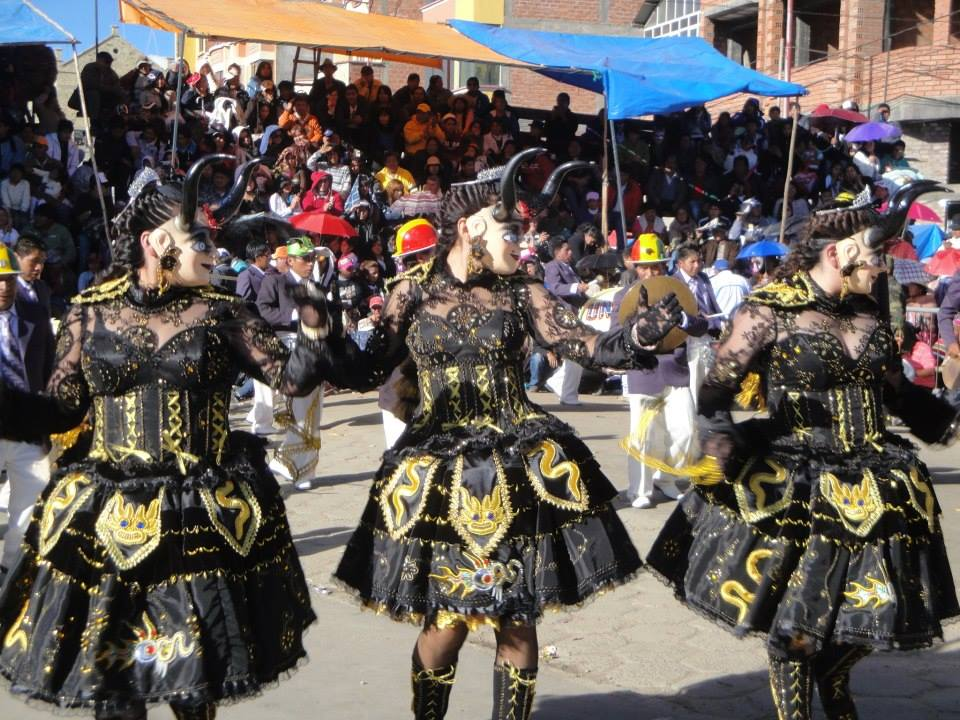
K'acha Viudas de la Ferroviaria
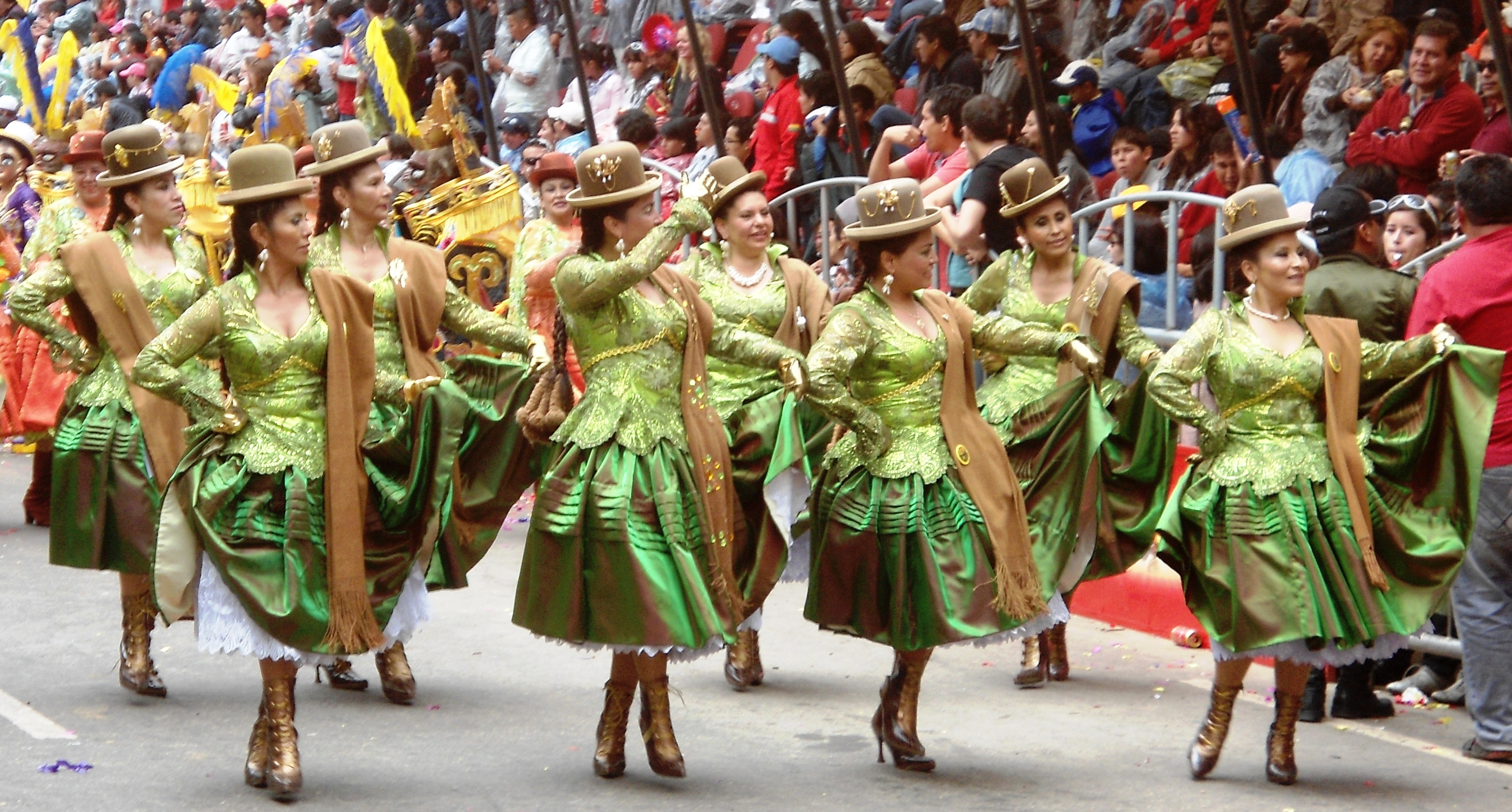
Bailarinas de morenada en entrada folclórica
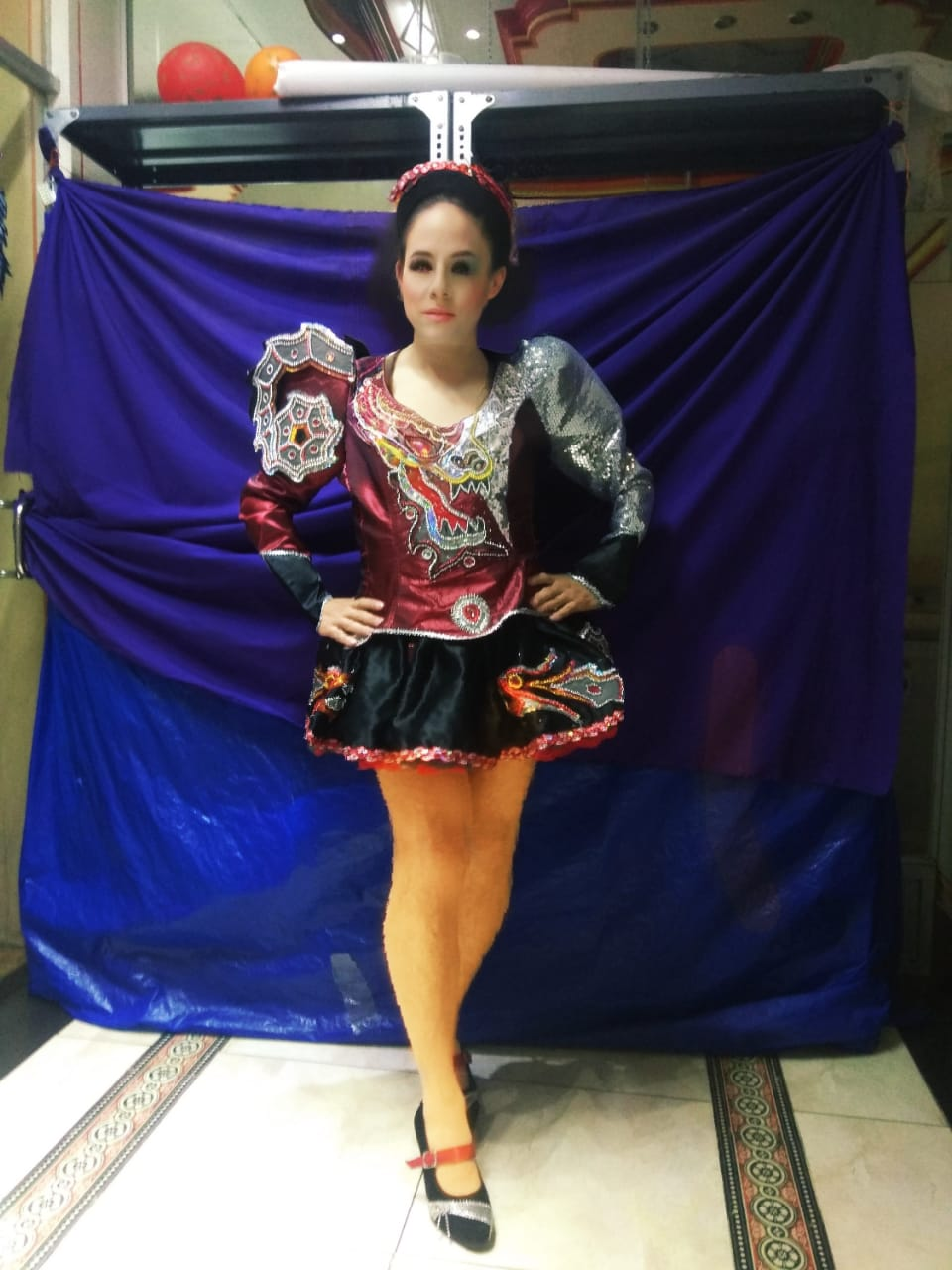
Vestido caporal inspirado en la Chola

## Usos polémicos del término

#### Polémica sobre la denominación
En 2020, a raíz de una publicación gubernamental relacionada con la declaratoria patrimonial del atuendo de las cholas bolivianas,  surgió una polémica en el departamento de Tarija por la utilización del término chola tarijeña, sugiriéndose en su lugar el denominativo de moza chapaca, un arquetipo de mujer mestiza del departamento de Tarija cuyo atuendo es imitado en diferentes celebraciones. Al respecto se realizaron diferentes publicaciones y análisis que leen en esta acción un resabio racista, al negar un término que podría ligar al departamento con otras regiones de mayoría indígena, así como otras publicaciones que aducen que el departamento de Tarija lo usual es llamar chapaca a las mujeres mestizas que conservan esta vestimenta, siendo el término chola ajeno a la denominación local. En las declaraciones que defienden el uso de moza chapaca se apunta que en ese departamento la palabra chola es un insulto, así como las imprecisiones en la representación de la vestimenta regional.
La concejala Flores mencionó al respecto:

«Lo que nosotros deseamos es que esta representación pueda aclarar y también enriquecer este documento, no estamos en contra de que se haga una revalorización y una verdadera asignación como patrimonio de lo que es la vestimenta de la mujer boliviana con la pollera, si tomamos en cuenta desde nuestros ancestros podemos observar que en la ciudad de La Paz es donde la mujer más luce una pollera, si bajamos a Oruro de igual manera, en Potosí, Cochabamba, Sucre y Tarija, pero revisando documentos en ningún momento de la historia se la llama chola a la tarijeña»
 Cira Flores, concejala.

Los análisis sobre la polémica pusieron sobre la mesa algunos temas sobre identidad, racismo, subalternidad, y construcciones sociales sobre el estereotipo de la chola entre los círculos urbanos contemporáneos.
Con respecto a la vestimenta de las mozas chapacas se encuentran diferentes características, la historiadora Sayuri Loza menciona que en el siglo XIX una ordenanza real impuso a las indígenas de La Paz, Oruro y Potosí  vestir a la usanza de  Extremadura  y a las indígenas de  Chuquisaca, Cochabamba y  Tarija, adoptar el estilo de ropa de las campesinas de  Andalucía. En el siglo XX y XXI los atuendos de las chapacas tarijeñas que adoptan la vestimenta tradicional suelen incluir:
- Sombrero: Sombrero de colores caña o plomo de copa baja, ala corta y colocados inclinados sobre uno de los lados.[89]

- Blusa: Blusas ligeras de manga corta con pliegues ornamentales, tela bramante o seda, escotes cuadrados y colores claros.

- Calzado: En el ámbito tradicional se utiliza las ojotas, charoleadas, con quiña, y de color negro.[89]

- Pollera: Corta, de colores claros y telas brillantes.[89][90]

- Manta: Bordada, ligera, triangular puntada o rectangular, colocada de lado o atrás, y presenta adornos florales con hilo de seda.

- Accesorios: Suelen adornar su cabellera con una flor sobre la oreja en el lado opuesto al de la inclinación del sombrero.